# Mohd Fairuzizuan Mohd Tazari
Mohd Fairuzizuan Mohd Tazari (Perak, 5 de febrero de 1983) es un deportista malasio que compitió en bádminton. Ganó una medalla de bronce en el Campeonato Mundial de Bádminton de 2009, en la prueba de dobles.

## Palmarés internacional
| Campeonato Mundial | Campeonato Mundial | Campeonato Mundial | Campeonato Mundial |
| Año                | Lugar              | Medalla            | Prueba             |
| ------------------ | ------------------ | ------------------ | ------------------ |
| 2009               | Hyderabad (India)  | Medalla de bronce  | Dobles             |